# Carmelo Gitto
Carmelo Gitto (Barcellona Pozzo di Gotto, 3 luglio 1987) è un pallavolista italiano, centrale della Franco Tigano.

## Carriera

### Club
La carriera di Carmelo Gitto comincia nel 2003, quando entra a far parte delle giovanili della Lube di Macerata, dove resta per quattro stagioni, collezionando anche qualche sporadica apparizione nella prima squadra, militante nel campionato di Serie A1.
Nella stagione 2007-08 passa al Bassano, in Serie A2, dove resta per due annate. Nella stagione 2009-10 viene ingaggiato dalla Top Volley Latina, in Serie A1, dove resta per quattro annate, per poi accasarsi alla BluVolley Verona nella stagione 2014-15, dove resta per due campionati, con cui si aggiudica la Challenge Cup 2015-16.
Nella stagione 2016-17 ritorna al club di Latina, in Superlega, rimanendo per tre annate, prima di scendere nuovamente nel campionato cadetto per l'annata 2019-20, quando veste la maglia dell'Emma Villas di Siena e poi quella della New Mater di Castellana Grotte per la stagione 2020-21, sempre in Serie A2.
Nell'annata 2021-22 scende ulteriormente di categoria accasandosi alla Franco Tigano di Palmi, in Serie A3, con la quale nella stagione 2023-24 conquista la Coppa Italia e la Supercoppa di categoria. Con la stessa formazione calabrese ritorna in Serie A2 per il campionato 2024-25.

### Nazionale
Con la nazionale under 20 italiana, vince la medaglia di bronzo al campionato europeo di categoria nel 2006.

## Palmarès

### Club
- Coppa Italia di Serie A3: 1

2023-24
- Supercoppa italiana di Serie A3: 1

2024
- Challenge Cup: 1

2015-16

### Nazionale (competizioni minori)
- Campionato europeo under 20 2006